# Dissingia
Dissingia is een geslacht van schimmels behorend tot de familie Helvellaceae. Het typesoort is niet aangewezen. Het lectotype is Helvella mitra.

## Soorten
Volgens Index Fungorum telt het geslacht vier soorten (peildatum november 2021):
| Soortnaam                                           | Auteur(s)                          | Publicatiejaar |
| --------------------------------------------------- | ---------------------------------- | -------------- |
| Dissingia confusa                                   | (Harmaja) K. Hansen & X.H. Wang    | 2019           |
| Dissingia crassitunicata                            | (N.S. Weber) T. Schumach. & Skrede | 2019           |
| Dissingia leucomelaena (Zwartwitte bokaalkluifzwam) | (Pers.) K. Hansen & X.H. Wang      | 2019           |
| Dissingia oblongispora                              | (Harmaja) T. Schumach. & Skrede    | 2019           |